# North Crows Nest
North Crows Nest is een plaats (town) in de Amerikaanse staat Indiana, en valt bestuurlijk gezien onder .

## Demografie
Bij de volkstelling in 2000 werd het aantal inwoners vastgesteld op 42.
In 2006 is het aantal inwoners door het United States Census Bureau geschat op eveneens 42.

## Geografie
Volgens het United States Census Bureau beslaat de plaats een oppervlakte van
0,2 km², geheel bestaande uit land.

## Plaatsen in de nabije omgeving
De onderstaande figuur toont nabijgelegen plaatsen in een straal van 8 km rond North Crows Nest.